# انحراف ثانویه
انحراف ثانویه (به انگلیسی: Secondary deviance) از منظر جامعه‌شناختی، انحراف به عنوان نقض یا انحراف از هنجارهای اجتماعی پذیرفته شده تعریف می‌شود. «انحراف ثانویه» مرحله‌ای از نظریه شکل‌گیری هویت انحرافی است که در سال ۱۹۵۱ توسط ادوین لمرت (۸ می ۱۹۱۲–۱۰ نوامبر ۱۹۹۶) استاد جامعه‌شناسی در دانشگاه کالیفرنیا ارائه شد. انحراف اولیه درگیر در اقدام اولیه انحراف است، او متعاقباً پیشنهاد کرد که انحراف ثانویه فرایند یک هویت انحرافی است که آن را در تصورات خود ادغام می‌کند و به‌طور بالقوه بر فرد تأثیر می‌گذارد. برای مثال، اگر باندی درگیر رفتارهای انحرافی اولیه مانند اعمال خشونت‌آمیز، عدم صداقت یا اعتیاد به مواد شود و متعاقباً به سمت رفتار انحرافی قانونی یا مجرمانه مانند قتل حرکت کند، این مرحله انحراف ثانویه خواهد بود. اعمال اولیه انحرافی در همه رایج است، اما به ندرت به عنوان اعمال مجرمانه تلقی می‌شوند. انحراف ثانویه به احتمال زیاد در یک زمینه اجتماعی به عنوان جرم تلقی می‌شود. این عمل احتمالاً به عنوان انحراف و مجرمانه برچسب گذاری می‌شود، که می‌تواند تأثیر آن را داشته باشد که فردی آن برچسب را درونی کرده و بر اساس آن عمل کند.
لمرت تمایز دیگری بین انحراف اولیه و انحراف ثانویه قائل شد. در اصل، ممکن است یک گروه متمایز از افراد «انحرافی» وجود نداشته باشد، اما در عوض همه ما رفتار انحرافی را تغییر می‌دهیم و از آن خارج می‌شویم. و اقلیت یا این افراد که اعمال قانون‌شکنی را آغاز می‌کنند در واقع توجه دیگران را به خود جلب می‌کنند. در همان لحظه، یک فرد درگیر انحراف ثانویه است و گفته می‌شود که مسیر انحرافی‌تری را شروع می‌کند، یا یک حرفه انحرافی - مجموعه‌ای از نقش‌ها است که بر اساس واکنش دیگران در موقعیت‌های مختلف شکل می‌گیرد. هویت شخصی فرد در برابر همه قضاوت‌ها و انتقادهای اجتماعی آسیب‌پذیر است و یک بار دیگر شاهد تداوم تعامل بین ذهن، خود و جامعه هستیم. همان‌طور که اروینگ گافمن (۱۹۶۱، ۱۹۶۳) نشان داد، هنگامی که فردی با یک ویژگی اجتماعی «بی‌اعتبار» مانند خجالتی برچسب زده می‌شود، اغلب می‌تواند به عنوان یک علامت دائمی بر شخصیت فرد باشد.

## فرایند انحراف
لمرت روندی را فهرست کرد و با آن به این نتیجه رسید که با گذر از چه مسیری، فرد به یک منحرف ثانویه تبدیل می‌شود.
1. انحراف اولیه؛
2. مجازات اجتماعی
3. انحراف اولیه بیشتر؛
4. مجازات و طرد شدیدتر؛
5. انحراف بیشتر؛
6. بحرانی که در ضریب تساهل حاصل شده‌است که در اقدامی رسمی توسط جامعه انگ انگ زدن به منحرفان بیان می‌شود.
7. تقویت رفتار انحرافی در واکنش به انگ و مجازات و
8. پذیرش نهایی موقعیت انحرافی و اجتماعی و تلاش برای تعدیل بر اساس نقش مرتبط.

## انحراف ثانویه در فرهنگ و جامعه

### ژاپن
در ژاپن تحریم‌های تنبیهی مهم‌تر هستند. شرایط در زندان سخت است و برخی از مجرمان بازجویی شده حقوقشان نادیده گرفته شده‌است. با این حال، ژاپن میزان تکرار جرم خود را کاهش داده‌است. مجرمانه تکرارگرایی رفتار مجرمانه توسط مجرمی است که قبلاً برای یک جرم محکوم و مجازات شده‌است. همچنین معیاری برای سنجش اثربخشی برنامه‌های توانبخشی یا اثر بازدارنده تنبیه است. توضیح تکرار تکرار در ایالات متحده، دیدگاه برچسب‌زنی یا دیدگاه انحراف ثانویه دارای شایستگی‌هایی است. افراد در هر دو کشور دیدگاه‌های مشترکی دارند که منحصر به فرهنگ خودشان است. به عنوان بخشی از فردگرایی اعمال شده در ایالات متحده، به افراد آموزش داده می‌شود که به دنبال اهمیت دادن به خود و استقلال شخصی باشند. شخص می‌آموزد که قرار نیست تسلیم دیگران شود، بلکه باید همیشه سعی کند بالاتر و فراتر از دیگران صعود کند.
مجرم در رابطه ضعیفی که بین فرد و جامعه ایجاد شده‌است ظاهر می‌شود که در آن آنها را ملزم به پذیرش اقتدار می‌کند. مجرم معمولاً آماده است تا قدرت اجتماعی خود را محک بزند و پاسخ منفی بدهد تا ثابت کند هنوز از خود جامعه مهم‌تر هستند. برخلاف دیدگاه برچسب‌گذاری مرسوم که گفته می‌شود انحراف ثانویه را ترویج می‌کند، واکنش اجتماعی در واقع باعث تشدید انحراف ثانویه می‌شود. در ژاپن، فرد از جامعه ای که در آن به دنیا آمده و بزرگ شده‌است، قدردانی می‌کند. این گرایش از آموخته‌های فرهنگی در مورد ادغام با جامعه ناشی می‌شود. واکنش اجتماعی نسبت به مجرمان در ژاپن به جای ایالات متحده، عواقب تکراری خفیفی دارد.